# 涼宮春日的追憶
《凉宫春日的追忆》 （日语：涼宮ハルヒの追想）是2011年5月12日所推出的视觉小说游戏，此游戏為凉宫春日系列的第六部电子游戏，由南梦宫万代游戏制作发行发行于PlayStation 3和Play Ststion Portable平台。故事和电影《凉宫春日的消失》平行，并发生在电影情节之后不久，游戏全部以文字游戏的形式来讲述阿虚再次进入一个扭曲的平行世界的故事。Enterbrain的周刊杂志《Fami通》在游戏发售前的10月份首次透露了游戏。而根据日本公司Media Create於5月9日至5月15日的周度销售图表，游戏前三天在日本的销量为33,784份。